# Nathan Laube
Nathan Laube (né à Chicago en 1987 ou 1988) est un organiste américain. 

## Biographie
Nathan Laube est professeur d'orgue associé à l'École de musique Eastman jusqu'en octobre 2020. Il enseigne aussi à la Hochschule für Musik und Darstellende Kunst Stuttgart.
Il est considéré comme l'un des meilleurs organistes de sa génération aux États-Unis. Il a joué à l'orgue de Notre-Dame de Paris, ainsi qu'à l'orgue Grenzing de l'auditorium de Radio France. Il a donné le premier récital en solo sur le nouvel orgue Rieger de la cathédrale de Vienne en 2020.
En 2019, il présente sur WFMT, station de radio de musique classique des États-Unis, une série de quatre émissions de deux heures intitulée All the Stops sur les orgues d'Europe et des États-Unis. 